# 糞門

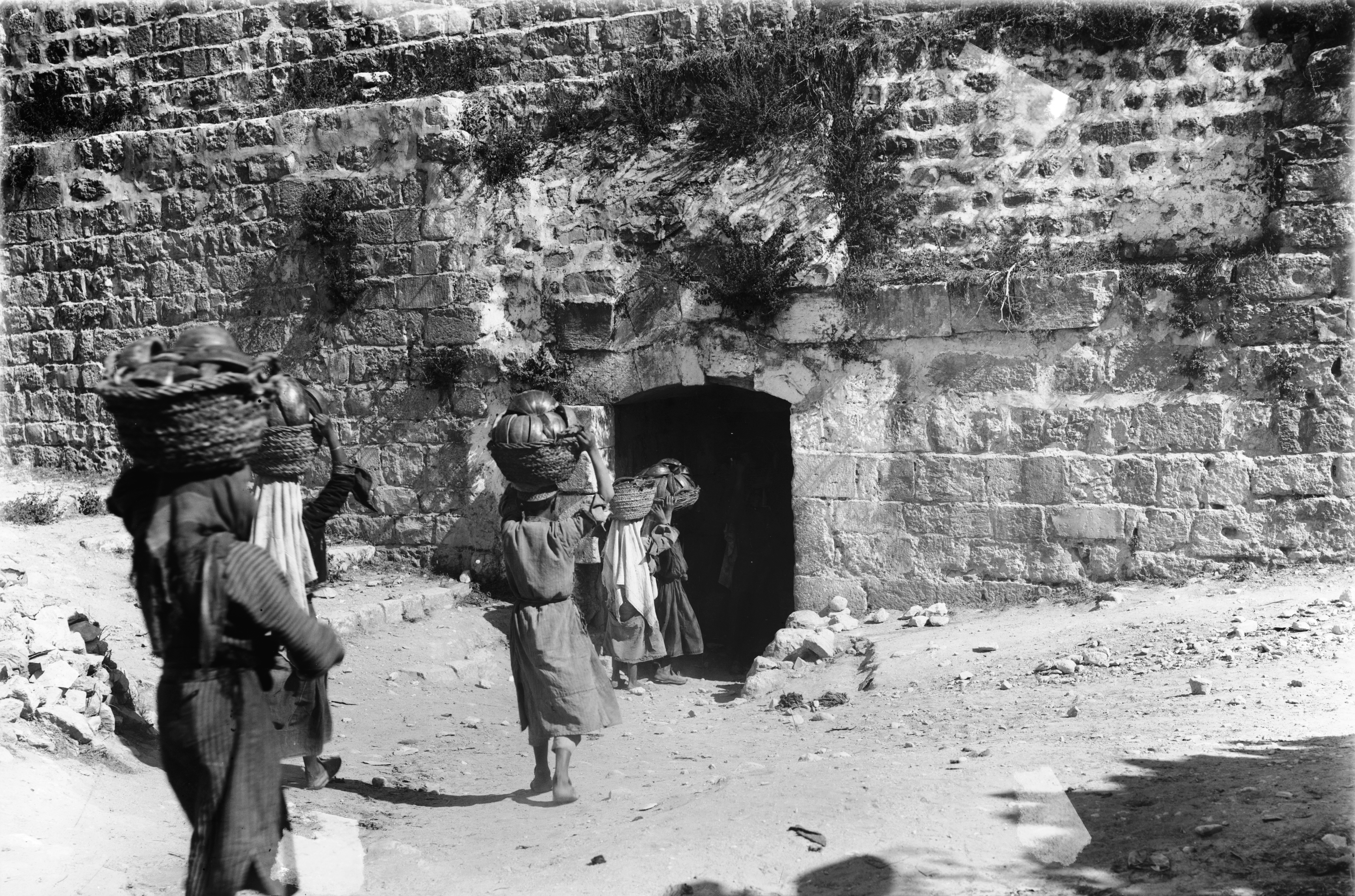
拡張される以前の糞門(1940年代)

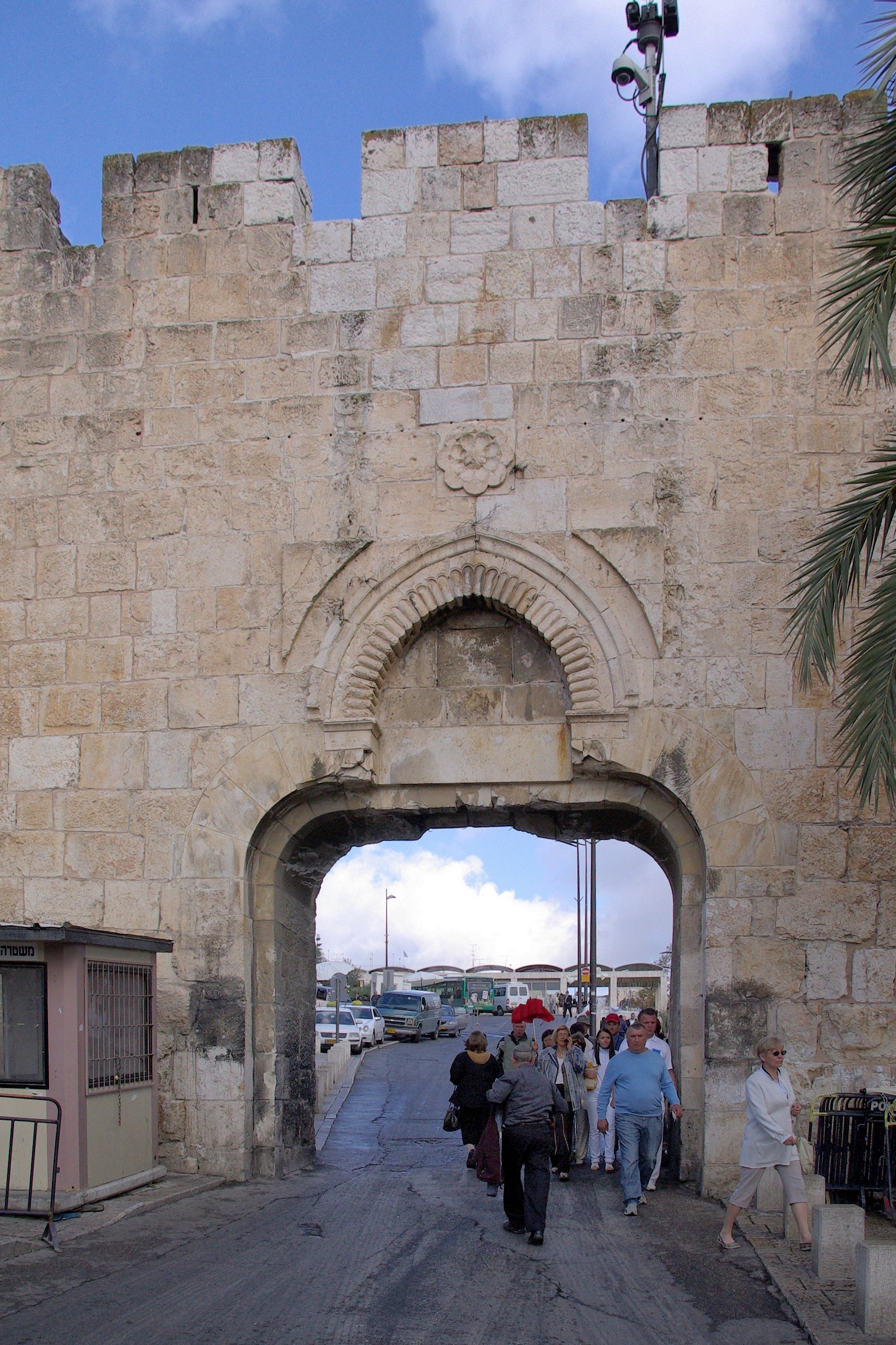
糞門(2008年)

糞門（ふんもん　英:Dung Gate)とは、エルサレムの旧市街とその城壁群にある門のひとつ。
旧市街南側の東端に位置しており、神殿の丘の南西にあたる。嘆きの壁に最も近く、乗物にとっては主要な通りにある。本来はもっと狭かったが、1948年に旧市街がヨルダンの管理下に置かれたのちの1952年に拡張された。1967年、イスラエルの支配下にはいると建築家のシロモ・アロンソにこの門の再建が依頼された.。そのまま門の真裏が嘆きの壁に囲われた場所への入り口になっている。夜にはエゲッドバスが門を抜けて嘆きの壁の停車場へ入ることができる（日中は壁内の混雑緩和のためにバスは入らない）。

## 名前の由来
糞門（Sha'ar Ha'ashpot ）という名称は、ネヘミヤ記にみることができる。焼却するためにごみがエルサレム神殿からヒンノムの谷へと運ばれたことにちなんだものだとされる。この古代の糞門は現在のものとは異なる位置にあった。